# Ökenfink
Ökenfink (Rhodospiza obsoleta) är en fågel i familjen finkar inom ordningen tättingar. Den hittas i bergstrakter från Turkiet till Pakistan och norra Kina.

## Kännetecken

### Utseende
Ökenfinken är en sandfärgad fink med en kroppslängd på 13-14 centimeter. Den har ett karakteristiskt vingmönster med vitkantade svarta spetsar på handpennorna samt ett stort vitt och rosa skärt fält. Stjärten är svart centralt med vita kanter. Hanen har svart tygel, näbb och smalt vitkantade tertialer, medan dessa hos honan är gråbruna.

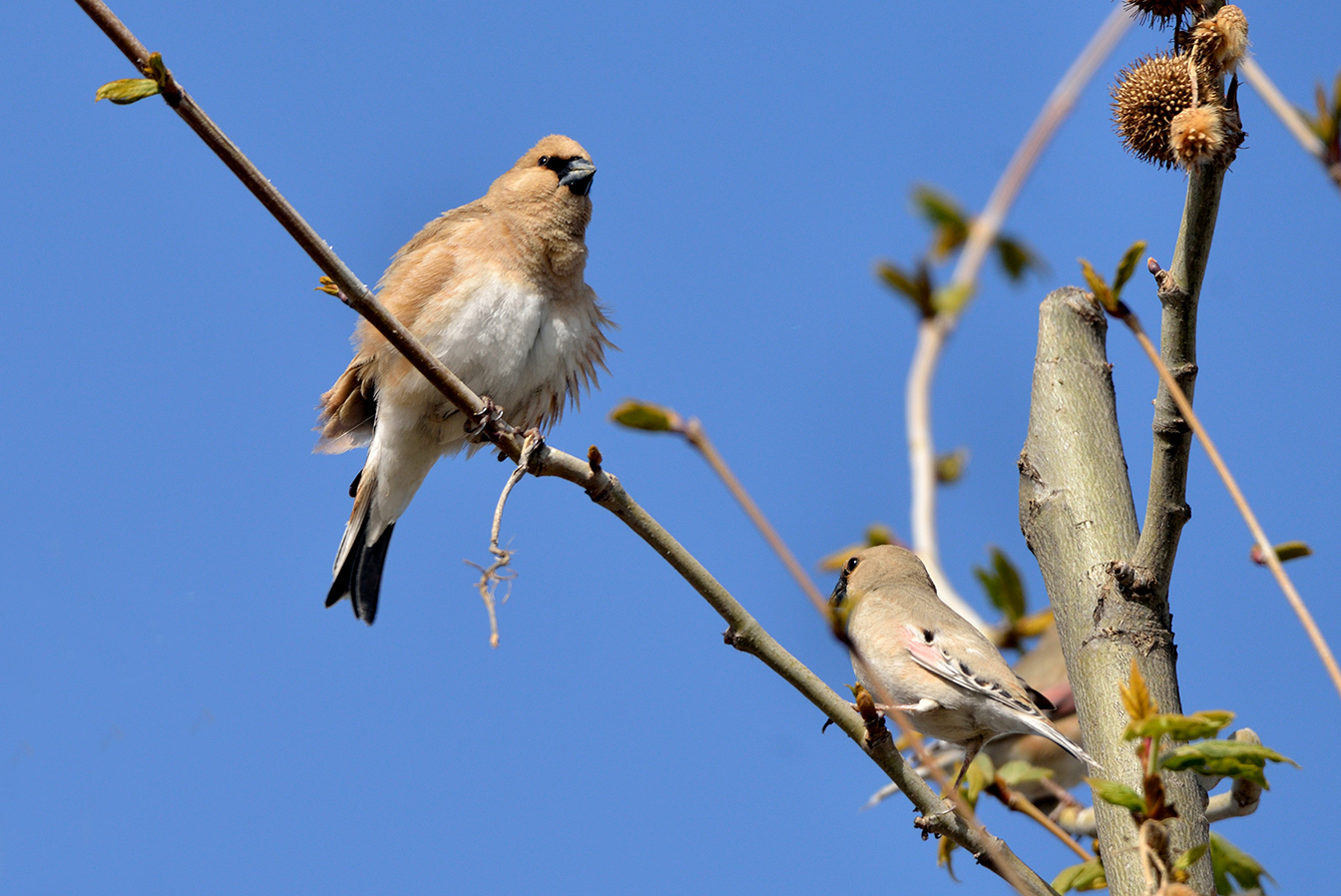

### Läten
Fågeln har tre olika typer av lockläten: ett puttrigt drrr'r, ett krökt rosenfinkliknande tvoi samt ett sjungande dveyyt, likt vinterhämpling och stensparv. Den lågmälda sången är en hackig ramsa med invävda summertoner.

## Utbredning och systematik
Ökenfinken förekommer lokalt i bergstrakter från sydöstra Turkiet  till norra Kina och norra Pakistan. Den är delvis flyttfågel som vintertid även ses i Libanon, Irak (där den möjligen häckar i norra delen) och oregelbundet i nordöstra Egypten. Tillfälligt har den påträffats i Armenien, Azerbajdzjan, Kuwait och Qatar. Den har även påträffats ett par gånger på Cypern.

### Släktskap
Ökenfinken placeras som ensam art i släktet Rhodospiza. Tidigare ansågs den vara en nära släkting till bergsökenfinken i Rhodopechys, men DNA-studier visar att den snarare står nära grönfinkarna numera i släktet Chloris samt guldvingefinkarna i Rhynchostruthus.

## Levnadssätt
Ökenfinken lever trots namnet inte i ren öken, utan mer i flackt och torrt landskap med bevattnade odlingar och oaser. Den uppträder ofta i flock och sitter till skillnad från liknande ökentrumpetaren gärna i träd, även om den födosöker på marken. Fågeln häckar även i ett träd, eller i en buske.

## Status
Arten har ett stort utbredningsområde, en stor population och den globala populationstrenden är stabil. Utifrån dessa kriterier kategoriserar IUCN arten som livskraftig (LC).